# Ryŏkp’o
Ryŏkp’o (kor. 력포구역, Ryŏkp’o-guyŏk) – jedna z 19 dzielnic stolicy Korei Północnej, Pjongjangu. Znajduje się w południowej części miasta. W 2008 roku liczyła 82 548 mieszkańców. Składa się z 7 osiedli (kor. dong) oraz 6 wsi (kor. ri). Graniczy z dzielnicami Sadong na północnym wschodzie, Sŏn’gyo na północy, Rangnang od zachodu i z powiatem Chunghwa (prowincja Hwanghae Południowe) od południa.

## Historia
Pierwotnie tereny dzielnicy stanowiły część powiatu Taedong (prowincja P’yŏngan Południowy). Jako samodzielna jednostka administracyjna dzielnica Ryŏkp’o powstała w październiku 1960 roku z połączenia części dzielnic Rangnang oraz Sŭngho.

## Podział administracyjny dzielnicy
W skład dzielnicy wchodzą następujące jednostki administracyjne:
| Nazwa jednostki administracyjnej | Rodzaj jednostki administracyjnej | Hangul   | Hancha   |
| -------------------------------- | --------------------------------- | -------- | -------- |
| Sosin-dong                       | osiedle                           | 소신동   | 小新洞   |
| Changjin-1-dong                  | osiedle                           | 장진1동  | 將進1洞  |
| Changjin-2-dong                  | osiedle                           | 장진2동  | 將進2洞  |
| Ryŏkp’o-dong                     | osiedle                           | 력포동   | 力浦洞   |
| Taehyŏn-dong                     | osiedle                           | 대현동   | 大峴洞   |
| Nŭnggŭm-dong                     | osiedle                           | 능금동   | 능금동   |
| Seumul-dong                      | osiedle                           | 세우물동 | 세우물동 |
| Ryuhyŏn-ri                       | wieś                              | 류현리   | 柳絃里   |
| Sosamjŏng-ri                     | wieś                              | 소삼정리 | 小三亭里 |
| Ch'udang-ri                      | wieś                              | 추당리   | 楸唐里   |
| Yangŭm-ri                        | wieś                              | 양음리   | 陽陰里   |
| Ryongsan-ri                      | wieś                              | 룡산리   | 龍山里   |
| Sŏkjŏng-ri                       | wieś                              | 석정리   | 石井里   |

## Ważne miejsca na terenie dzielnicy
- Kompleks grobowców królów koreańskich z czasów państwa Goguryeo